# 陶磁資料館南駅
陶磁資料館南駅（とうじしりょうかんみなみえき）は、愛知県豊田市八草町にある、愛知高速交通東部丘陵線（リニモ）の駅である。駅番号はL08。

## 歴史
計画段階での仮称駅名は、「科学技術交流センター」であった。愛知万博期間中は、長久手会場東ゲートに最も近い駅だった。駅名の由来となった瀬戸市にある愛知県陶磁資料館は2013年6月に愛知県陶磁美術館に改称したが、駅名は変更されていない。

### 年表
- 2005年（平成17年）3月6日：開業[1]。
- 2016年（平成28年）3月12日：ICカード「manaca」の利用が可能となる[2]。

## 駅構造
島式1面2線ホームを持つ高架駅。通常は無人駅である。
バリアフリーの対応として出入口・改札内に各1基・合計2基のエレベーターを配置。エスカレーターは場所は確保されているが未設置。安全対策として1・2番線ホームに可動式ホームドアを設置。

### のりば
| 番線 | 路線        | 行先       |
| ---- | ----------- | ---------- |
| 1    | ■東部丘陵線 | 八草方面   |
| 2    | ■東部丘陵線 | 藤が丘方面 |

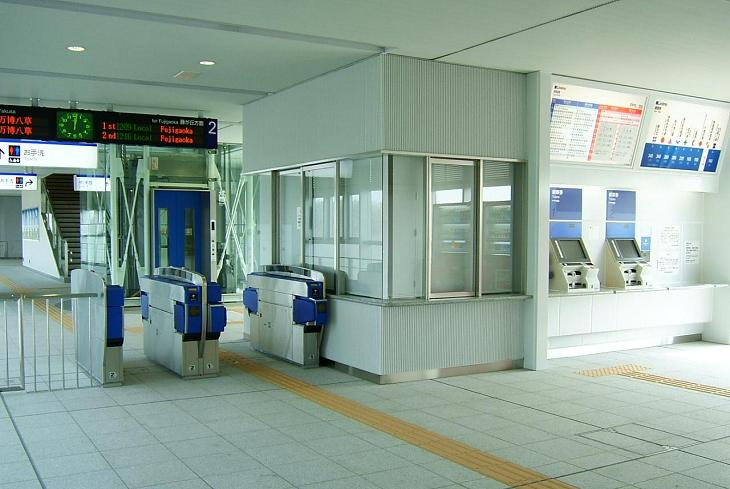
改札口
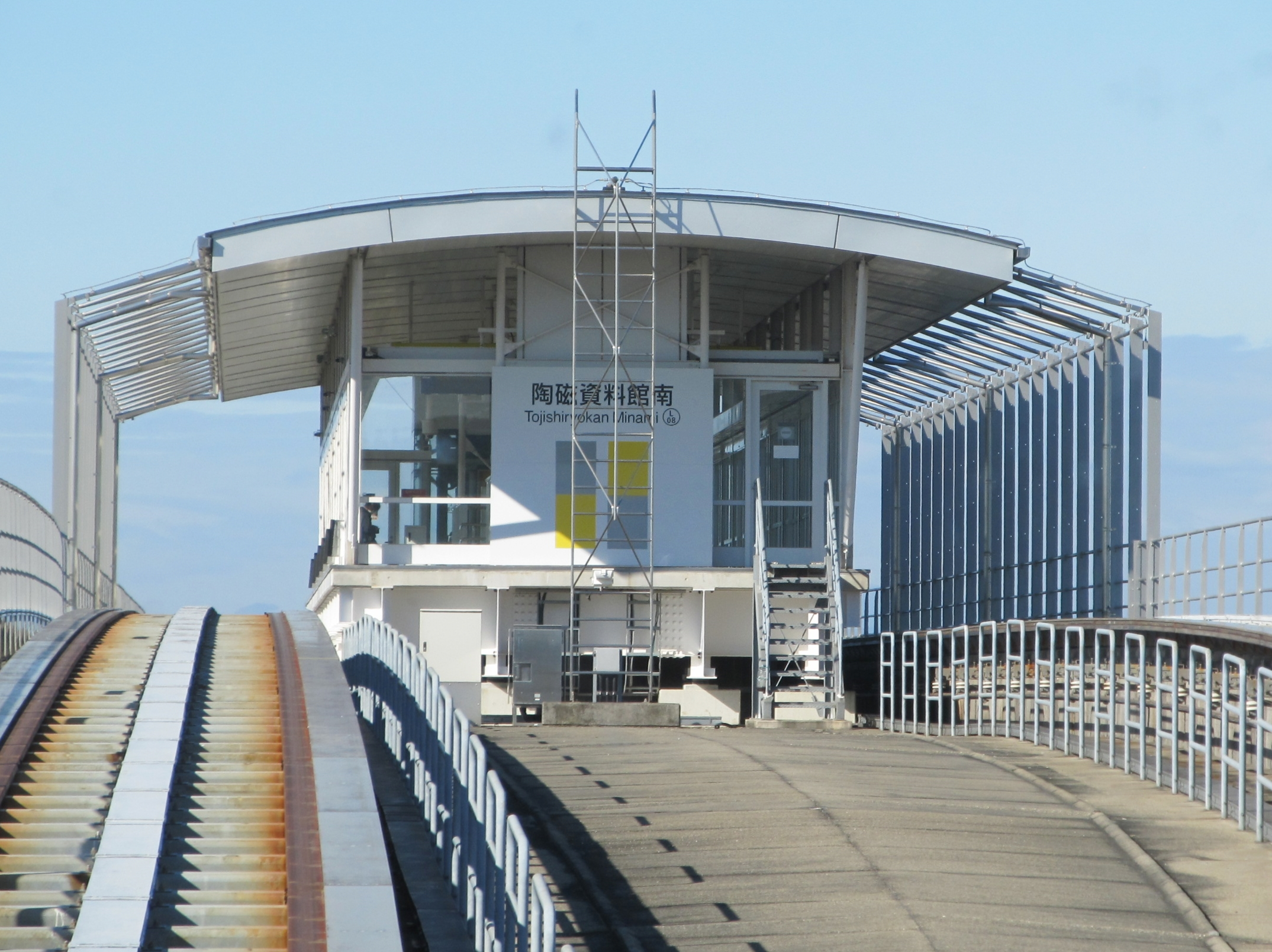
ホーム

## 利用状況
1日の平均乗車人員は94人(2020年度)である。
『ながくての統計』各号によると、乗車人員の推移は以下の通りである。
| 年                 | 年間   | 年間  | 一日平均< | 一日平均< | 備考             |
| 年                 | 総数   | 定期  | 総数      | 定期      | 備考             |
| ------------------ | ------ | ----- | --------- | --------- | ---------------- |
| 2004（平成16）年度 | 15738  | 4710  | 630       | 188       | 2005年3月6日開業 |
| 2005（平成17）年度 | 536694 | 60600 | 1473      | 168       | 万博開催         |
| 2006（平成18）年度 | 19380  | 3120  | 53        | 9         | [ 5 ]            |
| 2007（平成19）年度 | 18955  | 1830  | 52        | 5         | [ 5 ]            |
| 2008（平成20）年度 | 15700  | 1020  | 43        | 3         | [ 5 ]            |
| 2009（平成21）年度 | 14336  | 1470  | 39        | 4         | [ 5 ]            |
| 2010（平成22）年度 | 20039  | 3870  | 55        | 11        | [ 5 ]            |
| 2011（平成23）年度 | 31345  | 6780  | 86        | 19        | [ 6 ]            |
| 2012（平成24）年度 | 52747  | 15330 | 145       | 43        | [ 6 ]            |
| 2013（平成25）年度 | 50379  | 11760 | 138       | 33        | [ 6 ]            |
| 2014（平成26）年度 | 54087  | 13950 | 149       | 39        | [ 6 ]            |
| 2015（平成27）年度 | 57835  | 19170 | 159       | 53        | [ 6 ]            |
| 2016（平成28）年度 | 57410  | 25350 | 158       | 70        | [ 7 ]            |
| 2017（平成29）年度 | 77760  | 28740 | 214       | 80        | [ 7 ]            |
| 2018（平成30）年度 | 52982  | 25470 | 146       | 71        | [ 7 ]            |
| 2019（令和元）年度 | 51504  | 25950 | 142       | 72        | [ 7 ]            |
| 2020（令和02）年度 | 34207  | 17430 | 94        | 48        | [ 7 ]            |

## 駅周辺
駅周辺には広大な森林が広がり、人家などがほとんどない。なお、当駅は瀬戸市・長久手市・豊田市の境界付近に位置し、駅は豊田市に所在するが、愛知県陶磁美術館は瀬戸市に、愛知高速交通本社・車庫や愛・地球博記念公園は長久手市にそれぞれ所在する。
- 愛知高速交通本社・車庫
- 知の拠点あいち
  - あいち産業科学技術総合センター
  - あいちシンクロトロン光センター
- 愛知県陶磁美術館

## その他
当駅はリニモの各駅の中で最も海抜が高いところにある（176.3m）。当駅ホームから御嶽山や伊吹山、条件が良ければ遠くに白山などが見える。
当駅の隣にある八草駅は伊保川（矢作川水系）の谷間にあり、また2駅西の公園西駅のすぐそばを香流川（庄内川水系）が流れており、名古屋市東部から瀬戸市・豊田市方面へと続く尾張丘陵の中でもかなり起伏が急になっている。そのため、庄内川水系と矢作川水系の境目にある当駅から八草駅にかけてと、当駅から公園西駅にかけてはかなり急な勾配になっている。

## 隣の駅
愛知高速交通
■東部丘陵線（リニモ）
愛・地球博記念公園駅 (L07) - 陶磁資料館南駅 (L08) - 八草駅 (L09)